# ファイヤープロレスリング コンビネーションタッグ
『ファイヤープロレスリング コンビネーションタッグ 』（Fire Pro Wrestling Combination Tag）は、1989年6月22日に日本のヒューマンから発売されたPCエンジン用プロレスゲーム。
同社の『ファイヤープロレスリング』シリーズの第1作である。ファミリーコンピュータ ディスクシステム用ソフト『プロレス』（1986年、任天堂）がベースとなった作品。リングを斜め上から見下ろしたレイアウトは、本作ならではのアングルとなっている。他ソフトではあまり使用されない「RUN」ボタンに技を振り当てている。登場レスラーは総勢16名となっている。
開発はヒューマンが行い、ゲーム・デザインおよびプログラムは前述の『プロレス』を手掛けた増田雅人が担当しており、音楽はバリエのファミリーコンピュータ用ソフト『ヴイナス戦記』（1989年）を手掛けた橋本正樹が担当している。
2007年にはWii用ソフトとしてバーチャルコンソールにて配信された。

## ゲーム内容

### モード
- シングルマッチ
- タッグマッチ
- 5vs5　イルミネーションマッチ

5対5の勝ち抜き団体戦。

## 登場レスラー
| チーム名                       | 名前                       | ニックネーム     | 身長  | 体重  | 必殺技                   | モデルレスラー           |
| ------------------------------ | -------------------------- | ---------------- | ----- | ----- | ------------------------ | ------------------------ |
| キング・ファイターズ           | ビクトリー・武蔵           | 闘いの伝説       | 186cm | 105kg | 延髄斬り                 | アントニオ猪木           |
| キング・ファイターズ           | 冴刃明                     | 世界の格闘王     | 192cm | 110kg | 大車輪キック             | 前田日明                 |
| 爆雷砲                         | トミー・ボンバー           | パワフル爆弾     | 193cm | 113kg | ジャンピングニーパット   | ジャンボ鶴田             |
| 爆雷砲                         | サンダー・龍               | 雷鳴戦士         | 185cm | 105kg | パワーボム               | 天龍源一郎               |
| ミッドナイト・レボリューション | ハリケーン・力丸           | 最後の九州男児   | 185cm | 110kg | サソリ固め               | 長州力                   |
| ミッドナイト・レボリューション | ゾンビ・マサ               | 不死身の怪物     | 190cm | 115kg | バックドロップ           | マサ斉藤                 |
| デビル・パイレーツ             | パイレーツ1号              | 仮面の斬殺者     | 190cm | 120kg | 反則                     | ガスパーズ               |
| デビル・パイレーツ             | パイレーツ2号              | 殺りくの仮面     | 192cm | 122kg | 反則                     | ガスパーズ               |
| バイオレンス・モンスターズ     | スター・バイソン           | リングの猛牛     | 200cm | 150kg | ラリアット               | スタン・ハンセン         |
| バイオレンス・モンスターズ     | ビッグ・ザ・グレート・ブル | 知性派の怪物     | 201cm | 145kg | ギロチンドロップ         | ブルーザー・ブロディ     |
| ディメンション・エクスプレス   | マスカラ・コンドル         | 次元を超えるタカ | 180cm | 100kg | フライングクロスチョップ | ミル・マスカラス         |
| ディメンション・エクスプレス   | マスカラ・イーグル         | 異次元からのワシ | 180cm | 102kg | フライングクロスチョップ | ドス・カラス             |
| クレイジー・バーバリアンズ     | ブラッディー・アレン       | 黒い悪の巨星     | 192cm | 120kg | ヘッドバット             | バッドニュース・アレン   |
| クレイジー・バーバリアンズ     | マッド・タイガー           | 血に飢えた虎     | 190cm | 115kg | コブラクロー             | タイガー・ジェット・シン |
| アーバン・ブラスターズ         | ナイト・ブラスター         | 闇からの侵略者   | 190cm | 120kg | フライングラリアート     | ホーク・ウォリアー       |
| アーバン・ブラスターズ         | アイアン・ブラスター       | 闇悪魔の使者     | 203cm | 152kg | リフトスラム             | アニマル・ウォリアー     |

隠しレスラー
- R・J・フェイズ（ルー・テーズ）
- カルロス・クラウザー（カール・ゴッチ）

## 移植版
| No. | タイトル                                        | 発売日        | 対応機種 | 開発元     | 発売元   | メディア                              | 型式 | 備考 |
| --- | ----------------------------------------------- | ------------- | -------- | ---------- | -------- | ------------------------------------- | ---- | ---- |
| 1   | ファイヤープロレスリング コンビネーションタッグ | 2007年3月13日 | Wii      | ヒューマン | スパイク | ダウンロード （バーチャルコンソール） | -    |      |

## 開発
本作の開発を担当した増田雅人によると、増田と笹沢とで半年間開発を進め、後にグラフィッカーとして2名、サウンド担当が2名参加して総勢6名での作業となったという。本作独自のシステムとしてレスラーが腰を落とした瞬間に入力する事で技が出るシステムに関しては、『プロレス』を製作した際に連打の速さで技が決定される事に不満を抱いた結果、それを解消するために考え出されたシステムであるという。また、『プロレス』では関節技が存在しなかったため、関節技の導入を検討した。その際増田は実際のプロレスの試合では『1ヶ所を集中して攻める』というセオリーを思い出し、体力以外にも腕や足にダメージが蓄積され弱っていくという要素を入れる事を決定した。
登場レスラーの選定に関しては、当時の人気レスラーを中心に決定していたが、悪役レスラーの重要性も認識していたため、パイレーツを登場させる事となった。

## スタッフ
- ゲーム・デザイン：増田雅人、笹沢英昭
- プログラム：増田雅人、林徹
- レスラー・デザイン：笹沢英昭
- インフォメーション・グラフィックス：小林裕一、中島良一
- 作曲：CHAPPY HASHIMOTO（橋本正樹）
- サウンド・エフェクト：皆吉清太郎
- スペシャル・サンクス：いやまたかとし

## 評価
- ゲーム誌『ファミコン通信』の「クロスレビュー」では、6・7・7・7で合計27点（満40点）[8]、『マル勝PCエンジン』では6・10・7・9の合計32点（満40点）、『PC Engine FAN』の読者投票による「ゲーム通信簿」での評価は以下の通りとなっており、22.57点（満30点）となっている[1]。 また、この得点はPCエンジン全ソフトの中で118位（485本中、1993年時点）となっている[1]。同雑誌1993年10月号特別付録の「PCエンジンオールカタログ'93」では、同機種初のプロレスゲームである事を指摘した上で、「地味な印象を受けるが、完成度は高い」と称賛した[1]。また、16名の登場レスラーが個性的である事や技の種類が豊富である事を指摘し、「同じ操作をしても、レスラーごとに違った技がかかる」と肯定的に評価した[1]。

| 項目 | キャラクタ | 音楽 | 操作性 | 熱中度 | お買得度 | オリジナリティ | 総合  |
| 得点 | 3.52       | 3.47 | 3.60   | 4.29   | 3.66     | 4.05           | 22.57 |

- ゲーム本『プロレススーパーゲーム列伝』（2001年、ソニー・マガジンズ）では、本作が革命的な面白さであったと指摘した上で、本作において最も特徴的であった「斜めリング」に衝撃を受けたと称賛した[6]。また、同書では「本作は"ゲームの題材にプロレスを選んだ作品"ではなく、"プロレスを表現するためにゲームという媒体を使った作品"の元祖ではないだろうか」と主張した[6]。

- ゲーム本『懐かしゲーム機大百科 PCエンジン完全ガイド 1987-1999』では、本作が多くのプロレスゲームファンを輩出した事を指摘した上で、本作の特徴である既存のゲームとは異なった斜め上から見下ろした形のリングや、レスラーが腰を落とした瞬間にコマンドを入力するシステムに関して「オリジナル性がファンを魅了した」と肯定的に評価した[7]。